# Gabriele Libbach
Gabriele Libbach (* 1957 in Hannover) ist eine deutsche Synchron-, Hörspiel-, Rundfunk- und Off-Sprecherin.

## Leben
Gabriele Libbach hat in einigen Hörspielserien mitgewirkt. Sie sprach unter anderem die Rolle von Cindy Common in Commander Perkins (1976–1980), von Hanni in Hanni und Nanni (Folgen 9–12 aus dem Jahr 1976), von Flora in Black Beauty (Hörspiel), von Peekablue in She-Ra – Princess of Power, von der Hexe Knickefein in Folge 7 von Die Hexe Schrumpeldei und übernahm Nebenrollen u. a. in den Serien TKKG und Die drei ???.
Sie hat in mehreren Filmen Ornella Muti synchronisiert und ist außerdem die deutsche Synchronstimme von Lara Croft in den ersten beiden Tomb-Raider-Computerspielen.
Das erste Mal synchronisierte sie eine Hauptrolle in der Serie Die Sieben-Millionen-Dollar-Frau. Die Rolle der Jaime Sommers, gespielt von Lindsay Wagner, übernahm sie noch vor dem Tode Carolin van Bergens. Seit 2000 ist sie die deutsche Stimme von Melina Kanakaredes, zuerst als Doktor Sydney Hansen in der Fernsehserie Providence und später als Detective Stella Bonasera in CSI: NY und als Eleni in Navy CIS.
Auch ist sie die Stimme verschiedener Navigationssysteme und des automatisierten Staufunks des WDR. Ihre Stimme wurde von der Firma Nuance digitalisiert und ist auf dem Apple Mac die Grundlage der Sprachsynthese, kann aber auch auf Geräten mit Windows erworben werden.